# フェリペ・アリアガ
フェリペ・アリアガ（Felipe Aliaga、1999年9月14日 - ）は、スーペル・ラグビー・アメリカス、ペニャロール・ラグビーに所属するラグビーユニオン選手。

## プロフィール
- ウルグアイ出身[1]。
- ポジションはロック(LO)。
- 身長 193cm、体重 110kg
- U20ウルグアイ代表に選ばれたことがある[2]。
- ウルグアイ代表キャップは5（2024年11月現在）でラグビーワールドカップ2023のウルグアイ代表に選ばれた[3]。

## 略歴
2021年、ペニャロールに加入。